# Mulá Sadra
Sadradim Maomé Xirazi (Ṣadr ad-Dīn Muḥammad Shīrāzī) ou Sadradim Maomé de Xiraz, mais conhecido como Mulá Sadra (em persa: ملا صدرا; c. 1571–1636) foi um teólogo e filósofo persa, importante para o renascimento da cultura iraniana no século XVII.